# Russells adder
Russells adder of Russell-adder (Daboia russelii) is een slang uit de familie adders (Viperidae).

## Naam en indeling
De wetenschappelijke naam van de soort werd voor het eerst voorgesteld door George Shaw en Frederick Polydore Nodder in 1797. Oorspronkelijk werd de wetenschappelijke naam Coluber Russelii gebruikt. De slang werd lange tijd aan het geslacht Vipera toegekend, waardoor de oude naam Vipera russelii nog vaak opduikt in de literatuur.
De soortaanduiding russelii is een eerbetoon aan Patrick Russell (1726 - 1805).

## Uiterlijke kenmerken
De slang bereikt een lichaamslengte van ongeveer 120 tot 140 centimeter, uitschieters kunnen tot 170 cm lang worden. De kop is hartvormig en is duidelijk te onderscheiden van het lichaam door de aanwezigheid van een insnoering. De ogen zijn relatief klein en hebben een verticale pupil. De slang heeft 27 tot 33 rijen schubben in de lengte op het midden van het lichaam en 153 tot 180 schubben aan de buikzijde. Onder de staart zijn 41 tot 64 staartschubben aanwezig.
De lichaamskleur is bruin met op de rug een rij grote donkerbruine ovale vlekken die elkaar net raken en zwart omzoomd zijn. Aan weerszijden zitten nog twee rijen iets kleinere vlekken die iets uit elkaar staan, maar variatie is mogelijk. Iedere vlek is echter aan de binnenzijde dun zwart omzoomd en aan de buitenzijde juist iets dikker wit omzoomd, waardoor ze duidelijk afsteken tegen de basiskleur. Hierdoor lijkt het vlekkenpatroon enigszins op een ketting; de slang wordt in andere talen ook wel aangeduid met 'kettingslang', zoals het Duitse 'Kettenviper'.

## Levenswijze
Het voedsel bestaat voornamelijk uit kleine zoogdieren zoals ratten en muizen. Ook vogels en hun eieren en kuikens worden buitgemaakt, soms andere slangen. Het is een nachtactieve soort die echter tegen de winter, als het voedsel schaarser wordt, ook wel overdag jaagt om aan voldoende voedsel te komen.
De vrouwtjes zetten geen eieren af maar zijn eierlevendbarend, de jongen komen levend ter wereld. Per worp worden vijf tot 50 jongen geboren.
De beet van deze adder is zeer giftig en kan voor een mens dodelijk zijn. De slang is schuw en zal vaak proberen te vluchten, maar beschikt over 16 millimeter lange giftanden die zich bij een aanval relatief diep in de huid boren. Het gif tast het bloed aan, waardoor bloeduitstortingen en zelfs verstikking kan optreden. Vanwege de nachtactieve levenswijze worden mensen vaak verrast door de slang, waardoor het aantal dodelijke slachtoffers hoger is dan dat van de beruchte brilslang (Naja naja).

## Verspreiding en leefgebied
Russells adder komt voor in delen van Azië en leeft in de landen Pakistan, India, Nepal, Sri Lanka, Bangladesh en Bhutan. De slang is te vinden in allerlei biotopen, van bosranden tot grasvelden met enige hogere vegetatie. Ook in ondergelopen graslanden en moerassen kan de slang worden aangetroffen, maar het is geen waterslang. Russells adder is 's nachts actief en schuilt overdag meestal in en rond struiken.

## Bedreiging door de mens
Russells adder gaat als soort hard achteruit, met name omdat de huid erg veel geld waard is voor de fabricage van slangenleer voor schoenen, riemen en andere modeproducten. Het feit dat deze soort zowel in het dichtstbevolkte als een van de armste gebieden van de wereld voorkomt versnelt de achteruitgang van de soort.